# Конопляная плодожорка
Конопляная плодожорка (лат. Grapholita delineana) — бабочка семейства листовёрток. Повреждает семена и стебли технической и семенной конопли. Распространена в Средней и Южной Европе, Малой Азии, Иране, Северной Индии, Восточном Китае (от Хэйлунцзяна до Сычуани), на п-ове Корея, в Японии, Северной Америке.